# 毛囊方秆蕨
毛囊方秆蕨（学名：Glaphyropteridopsis eriocarpa）为金星蕨科方秆蕨属下的一个种。

## 扩展阅读
- 維基物種上的相關：毛囊方秆蕨